# Lionel Baes
Lionel Oscar Baes (Oostende, 18 juli 1839 – Elsene, 9 december 1913) was een Belgisch realistisch kunstschilder en graficus uit de 19de eeuw.

## Persoonsgegevens
Hij was de zoon van Pierre François (° ca. 1802), eerste besteller bij Douane en Accijnzen, en van Silvie Octavie Dutoict (° ca 1808). Hij was de jongere broer van Edgar Baes (1837-1909), eveneens een kunstschilder. Lionel Baes bleef ongehuwd.  Tijdens zijn Brusselse periode woonde Baes op een zestal diverse adressen te Schaarbeek, Elsene en Etterbeek, het laatst aan de Kroonlaan te Elsene.

## Levensloop

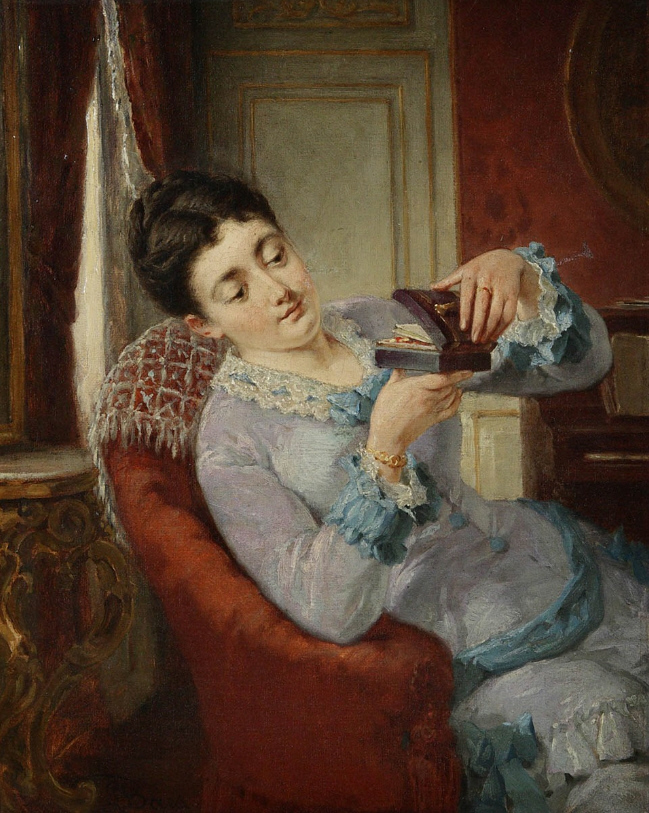
Jonge vrouw met brievendoos, ca. 1913

Lionel Baes ontving zijn basisopleiding (tot 1856) wellicht aan de Oostendse Tekenschool o.l.v. Michel Van Cuyck en deed verdere artistieke studies aan de Academie voor Schone Kunsten van Brussel (1856-57). Hij werd nadien docent, later ook directeur van de Academie libre te Brussel.  
Net als zijn broer Edgar exposeerde Lionel Baes met grote regelmaat in de kunstsalons van zijn tijd. Als kunstschilder produceerde hij portretten, stillevens, landschappen, maar vooral genretaferelen met uiteenlopende onderwerpen, waarvan enkele titels ter illustratie: Jonge Griekse koopvrouw (1864), Het wijwater (1866), Het boeket (1866), Plunderaars (1869), Het gebroken speelgoed (1872), De kleine lekkerbek (1873), Sint-Nikolaas (1873), Napolitaanse vrouw met kind (1874), Italiaanse brigand (1874), De werkmansdochter (1875), Net als grootvader (1877) en Strijkster (1881).  
Ook voerde hij decoratieve schilderwerken uit in gebouwen, onder meer in de schouwburgen van Leuven en Namen. 
Baes schilderde ook aquarellen en etste. De onderwerpen zijn dezelfde als die van zijn olieverfschilderijen.  Een ets van Baes, Vijver te Groenendaal, werd in 1877 uitgegeven in een grafiekalbum van de Journal des Beaux-Arts.  
In 1883 was hij samen met zijn broer en vele andere kunstenaars, onder wie Auguste Danse, Willy Finch, Camille van Camp en Louis Titz, medestichter van de "Cercle des Aquarellistes et des Aquafortistes Belges". Het is bekend dat Marie von Hohenzollern, Gravin van Vlaanderen, hem bewonderde en werk van hem bezat.

## Musea
- Mu.ZEE (Kunstmuseum aan Zee), Oostende
- Koninklijke Bibliotheek Albert I. Prentenkabinet, Brussel